# Mały ruch graniczny

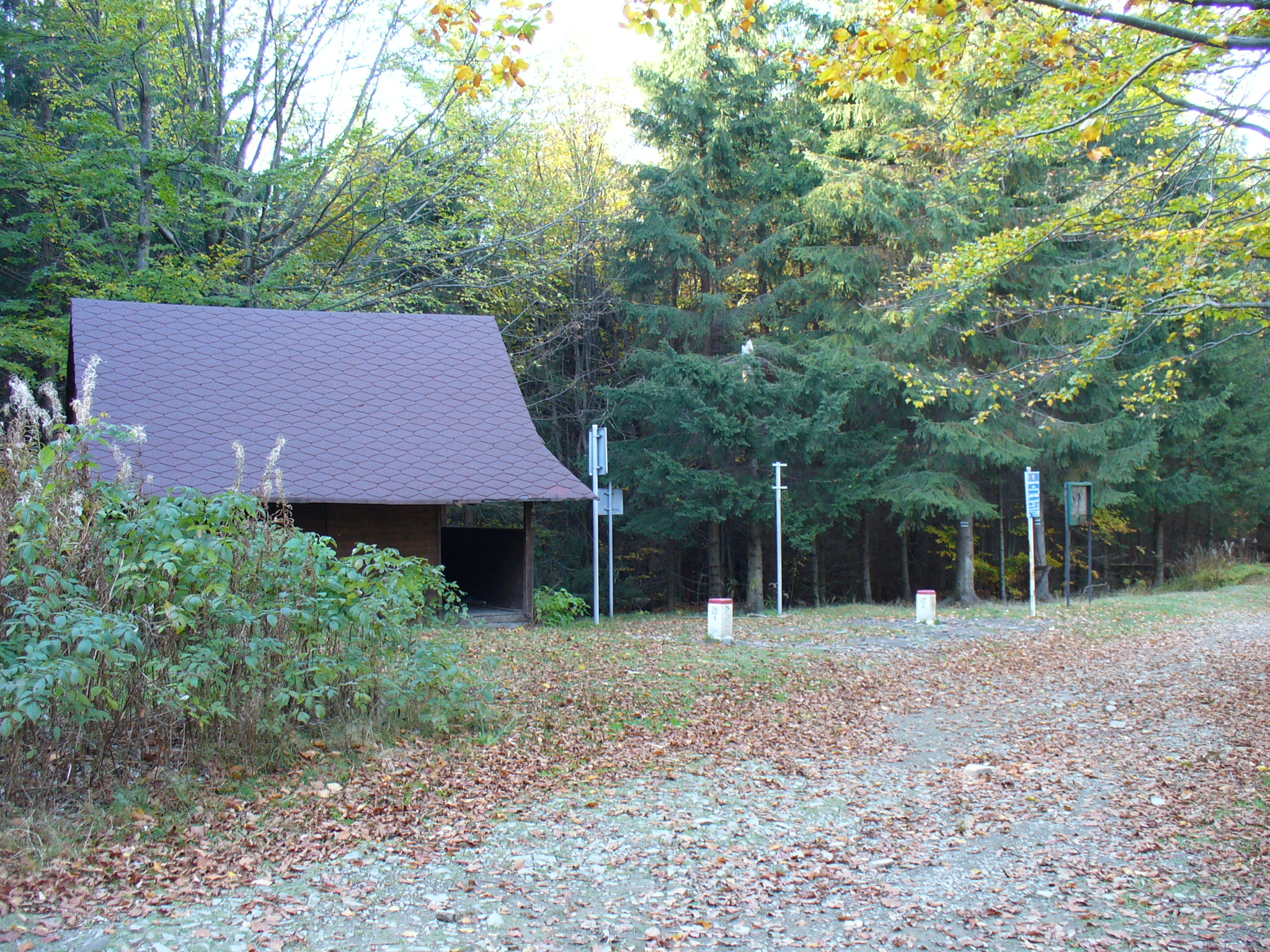
Przejście małego ruchu granicznego na przełęczy Beskidek (granica polsko-czeska) w ostatnich miesiącach swojego funkcjonowania

Przejście małego ruchu granicznego, mały ruch graniczny (MRG) – szczególny, uproszczony tryb przekraczania granicy państwowej powstały w wyniku dwustronnych umów między Polską a Niemcami, Czechami i Słowacją wprowadzony dla obywateli tych krajów obowiązywał do 20 grudnia 2007 roku. W związku z przystąpieniem Polski, Czech i Słowacji do strefy Schengen (do której należały już Niemcy), z dniem 21 grudnia 2007 roku wszystkie przejścia graniczne tego typu zostały zlikwidowane, a granicę pomiędzy tymi państwami można przekraczać w niemal dowolnym miejscu (restrykcje dotyczą jedynie obszarów chronionych i innych zamkniętych).

## Przekraczanie granicy
Forma ta dotyczyła mieszkańców i osób zameldowanych w pasie wybranych gmin, nazywanego pasem małego ruchu granicznego, o szerokości około 15 km (ściślej, po polskiej stronie tworzyły go gminy wymienione w załącznikach do odpowiednich umów dwustronnych).
Aby przekroczyć granicę w ramach tego trybu, trzeba było:
- być zameldowanym w jednej z gmin wymienionych w umowie o małym ruchu granicznym
- posiadać ważny dowód osobisty lub inny dokument upoważniający do przekroczenia granicy
- posiadać urzędowy dokument potwierdzający fakt zameldowania we właściwej gminie, jeśli w posiadanym już dokumencie takiego wpisu nie ma.

Osoba niezameldowana na stałe w jednej z gmin objętych umową o małym ruchu granicznym mogła uczestniczyć w małym ruchu granicznym, o ile w takiej gminie przez pewien czas przebywała i zameldowała się tymczasowo. W ramach małego ruchu granicznego można było odwiedzać jedynie te gminy położone po drugiej stronie granicy, które były objęte umową o małym ruchu granicznym, przebywając w nich w czasie do 7 dni. Na przejściach granicznych przeznaczonych wyłącznie do obsługi małego ruchu granicznego funkcjonariusze Straży Granicznej byli uprawnieni do dokonywania odpraw celnych, nie mieli jednak obowiązku stałego przebywania na przejściu.

## Mały ruch graniczny po 2007 roku
Od 1 lipca 2009 roku obowiązuje umowa o małym ruchu granicznym z Ukrainą. Strefa przygraniczna ma 30 km i obejmuje obywateli Ukrainy tę strefę zamieszkujących (wszyscy obywatele polscy poruszają się po terenie Ukrainy w ruchu bezwizowym). Umowę podpisano wiosną 2008 roku, jednak wprowadzenie jej w życie opóźnione zostało z powodu zastrzeżeń ze strony Komisji Europejskiej dotyczących głębokości strefy po stronie ukraińskiej (pierwotnie miała ona obejmować także obszary podmiejskie Lwowa). W celu skorzystania z umowy obywatele ukraińscy zamieszkujący strefę przygraniczną (minimalny czas jej zamieszkiwania to trzy lata) uzyskać muszą „zezwolenie na przekraczanie granicy w ramach małego ruchu granicznego”, wydawane przez polskie placówki dyplomatyczne. Dokument taki (którego uzyskanie kosztowało w 2009 roku 20 euro) ważny jest 2 lata.
22 czerwca 2010 roku analogiczną umowę z Białorusią podpisał marszałek sejmu p.o. prezydenta Polski Bronisław Komorowski. Pod koniec roku 2010 umowa ta podpisana została przez prezydenta Republiki Białorusi Alaksandra Łukaszenkę. Wymiana not dyplomatycznych, niezbędna do uruchomienia umowy, wstrzymana została jednak przez stronę białoruską ze względu na niekorzystną sytuację między oboma krajami (formalnie na przeszkodzie stoi „brak specjalistycznego sprzętu do drukowania kart uprawniających do poruszania się w ramach małego ruchu granicznego”).
W 2011 roku, po dwustronnych rozmowach polsko-rosyjskich, na skutek wystąpienia strony polskiej do Komisji Europejskiej z wnioskiem o specjalne warunki dla umowy o małym ruchu granicznym z obwodem królewieckim, uzgodniono obustronny obszar strefy: cały obwód królewiecki (po stronie FR), określone powiaty województwa warmińsko-mazurskiego i województwa pomorskiego (po stronie RP).
Mały ruch graniczny z obwodem królewieckim wszedł w życie 27 lipca 2012. Po niespełna czterech latach obowiązywania został tymczasowo zawieszony od dnia 4 lipca 2016 przez stronę polską. Powodem wstrzymania miał być szczyt państw Sojuszu Północnoatlantyckiego (NATO) w Warszawie w dniach 8–9 lipca oraz Światowe Dni Młodzieży w Krakowie w dniach 26–31 lipca. Potem jednak już go nigdy nie odwieszono.